# Vaginismus
Vaginismus je sexuální dysfunkce charakterizovaná silnými a mimovolnými stahy svalstva poševního vchodu při pokusu o penetraci. Žena, která touto poruchou trpí, nemá nad stažením a uvolněním těchto svalů prakticky žádnou kontrolu a ke kontrakcím dochází bez jejího přičinění. Každá penetrace je výrazně bolestivá (nejen sex, ale třeba i zasouvání tamponu). Může být přítomna také neurotická nadstavba. K typickým stahům pochvy se mohou přidat i odmítavé reakce na pokus o imisi až neochota a odpor ke každému doteku na genitálu.

## Primární a sekundární vaginismus
Vaginismus lze z hlediska zkušenosti s proniknutím do vaginy rozdělit na primární a sekundární. Při primárním vaginismu k penetraci nikdy nedošlo a nelze tedy navazovat na předchozí ženinu zkušenost. Při sekundárním vaginismu již k nějakému proniknutí do vaginy došlo, všechny další pokusy však byly bolestivou reakcí znemožněny. V naprosté většině případů, které byly pozorovány, šlo o poruchu primární. Vaginismus je častou příčinou nekonzumovaného manželství.

## Příčiny vaginismu
Příčiny vaginismu jsou často psychického rázu – nervozita z první soulože, strach z otěhotnění nebo například prožité trauma (znásilnění či sexuální zneužívání). Fyziologickou příčinou může být porod, záněty močových cest, endometrióza, nejrůznější cysty nebo operace. U některých žen se vaginismus objeví až po menopauze.

## Léčba vaginismu
Možné techniky léčby:
- psychosexuální terapie
- relaxační techniky
- cvičení pánevního dna
- použití vaginálních dilatátorů
- dotyková terapie[2]

Při léčbě vaginismu pomůže hlavně sexuolog, s jehož pomocí se žena pokusí najít psychickou příčinu obtíží na základě zkoumání historie jejího sexuálního života. Jakmile se podaří odbourat psychický blok, je nutné začít s cvičením. Terapie vaginismu spočívá v postupné a trpělivé dilataci zmíněných vaginálních spasmů. V ideálním případě si s problémem poradí správně vedený pár. Po počáteční dilataci prsty se zpravidla nasazuje menší vaginální vibrátor nebo vaginální dilatátor. Jeho tvar dovolí ženě pomalu a bezbolestně rozšiřovat poševní vchod a vaginu.